# 토머스 제퍼슨의 역사적 명성
이 문서는 미국 건국의 아버지이자 제3대 미국 대통령 토머스 제퍼슨의 역사학과 일반적인 명성을 다룬다.

## 개요
토머스 제퍼슨은 개인의 자유, 민주주의, 공화주의의 상징으로 묘사되었으며, 미국 독립선언의 저자이자 미국 독립 혁명의 건축가로, 과학과 학문을 장려한 르네상스인으로 칭송받았다. 그가 옹호한 참여 민주주의와 확대된 선거권은 그의 시대를 정의하고 후대에게 표준이 되었다. 존 미첨은 제퍼슨이 민주 공화국의 첫 반세기 동안 가장 영향력 있는 인물이었으며, 그 뒤를 이어 제임스 매디슨, 제임스 먼로, 앤드루 잭슨, 마틴 밴 뷰런 등 대통령 추종자들이 계승했다고 평했다. 제퍼슨은 생전에 18,000통 이상의 정치 및 철학적 서신을 썼으며, 프랜시스 D. 코글리아노는 이를 "크기와 폭에서 미국 역사상 전례 없는… 기록 유산"이라고 묘사했다.
제퍼슨의 명성은 남북 전쟁 동안 그의 주의 권리 지지 때문에 하락했다. 19세기 후반에는 그의 유산이 널리 비판받았다. 보수주의자들은 그의 민주주의 철학이 그 시대의 대중주의 운동으로 이어졌다고 느꼈고, 진보주의자들은 제퍼슨의 철학이 허용하는 것보다 더 적극적인 연방 정부를 원했다. 두 그룹 모두 알렉산더 해밀턴이 제퍼슨보다 역사적으로 정당화되었다고 보았고, 우드로 윌슨 대통령은 심지어 제퍼슨을 "위대한 인물이지만 위대한 미국인은 아니다"라고 묘사했다.
1930년대에 제퍼슨은 더 높은 평가를 받았다. 프랭클린 D. 루스벨트 대통령(1933–1945)과 뉴딜 민주당원들은 "평민"을 위한 그의 투쟁을 기념하고 그를 당의 창시자로 되찾았다. 제퍼슨은 초기 냉전 시대에 미국 민주주의의 상징이 되었고, 1940년대와 1950년대는 그의 대중적 명성의 절정이었다. 1950년대와 1960년대 미국의 흑인 민권 운동 이후, 제퍼슨의 노예 소유에 대한 새로운 조사가 이루어졌는데, 특히 1990년대 후반 DNA 검사가 그가 샐리 헤밍스와의 사이에서 여러 자녀를 낳았다는 주장을 뒷받침한 이후 더욱 그러했다.
최근 몇 년간 제퍼슨에 대한 학술 서적의 방대한 양을 언급하며, 역사학자 고든 우드는 제퍼슨의 위상에 대한 격렬한 논쟁을 요약했다. "많은 역사학자와 다른 이들이 그의 모순에 당황하고 그를 민주주의의 기단에서 끌어내리려 했지만… 그의 위치는 흔들리지만 여전히 확고해 보인다."
1982년부터 시작된 시에나 연구소의 대통령 학자 설문조사에서는 제퍼슨이 꾸준히 상위 5대 미국 대통령 중 한 명으로 선정되었다. 2015년 브루킹스 연구소의 미국정치학회 회원 설문조사에서는 그를 다섯 번째로 위대한 대통령으로 평가했다.

## 루이지애나 매입

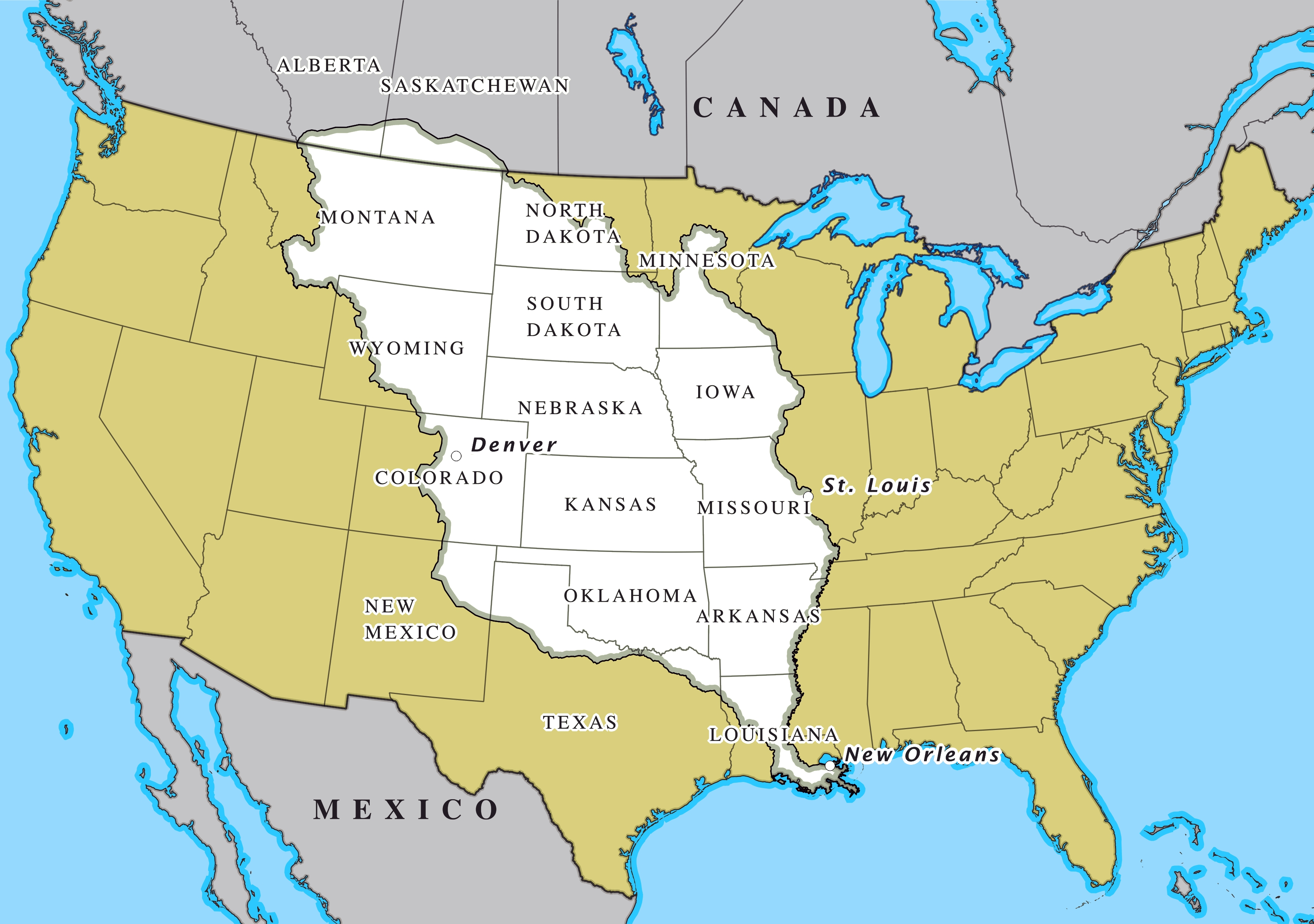
미국 본토 지도 위에 루이지애나 매입으로 획득한 영토가 표시되어 있다.

제퍼슨은 미국 헌법에 대한 엄격 해석주의자로 자리매김했는데, 이는 법의 엄격하고 정확한 단어 해석을 주장하는 견해였다. 그러나 이러한 입장은 제퍼슨이 행한 루이지애나 매입을 프랑스로부터 구매하는 것이 잠재적으로 위헌이 될 수 있고, 이에 대한 반대를 불러일으킬 수 있다는 것을 의미했다. 그는 "피후견인의 돈을 투자하여 중요한 인접 영토를 구매하고, 성년이 되었을 때 '나는 너의 이익을 위해 이렇게 했다'고 말하는 후견인의 경우"라고 정당화했다. 조약 비준 전, 제퍼슨은 궁극적으로 이 구매가 미국 시민을 보호하기 위한 것이므로 합헌이라는 결론에 도달했다.
역사가들은 판매의 헌법적 함의에 대한 평가에서 의견이 엇갈렸다. 헨리 애덤스와 다른 역사학자들은 제퍼슨이 루이지애나 매입을 정당화하기 위해 헌법의 의도를 왜곡함으로써 위선적으로 행동했다고 주장했다. 루이지애나 영토의 미국 구매는 전반적으로 인기 있는 결정이었지만, 국내 반대 없이 이루어진 것은 아니었다. 제퍼슨의 철학적 일관성은 의문시되었고, 많은 사람들은 그와 제임스 매디슨을 포함한 다른 사람들이 알렉산더 해밀턴에 대해 분명히 반대했을 일을 하고 있다고 믿었다. 연방당은 비용, 프랑스가 미국과 영국의 루이지애나 침범에 저항할 수 없었을 것이라는 믿음, 그리고 제퍼슨의 위선에 대한 인식 때문에 구매에 강력히 반대했다.
다른 역사학자들은 제퍼슨의 위선에 대한 위 주장에 대해 국가가 국경을 바꾸는 두 가지 방법, 즉 (1) 정복 또는 (2) 국가 간의 합의인 조약이 있으며, 루이지애나 매입은 후자, 즉 조약이었다고 주장하며 반박한다. 헌법 제2조 제2항은 대통령에게 조약을 협상할 권한을 명시적으로 부여하며, 이것이 제퍼슨이 한 일이었다.
그럼에도 불구하고 역사학자들은 일반적으로 루이지애나 매입을 제퍼슨 행정부의 주요 성과로 간주한다. 프레드릭 잭슨 터너는 이 구매를 미국 역사상 가장 중요한 사건이라고 불렀다.

## 1807년 통상금지법
대부분의 역사학자들은 제퍼슨의 통상금지법이 비효율적이었고 미국 이익에 해를 끼쳤다고 본다. 제퍼슨 행정부의 최고 관리들조차 통상금지법을 결함 있는 정책으로 보았지만, 전쟁보다는 낫다고 보았다. 애플비는 이 전략을 제퍼슨의 "가장 비효율적인 정책"으로 묘사하고, 조지프 엘리스는 이를 "순수한 재앙"이라고 부른다. 그러나 다른 이들은 이를 혁신적이고 비폭력적인 조치로, 영국과의 전쟁에서 프랑스를 도우면서 미국 중립을 유지하는 데 기여했다고 평가한다.
제퍼슨은 통상금지법의 실패가 이기적인 상인들과 무역상들이 "공화주의적 미덕"을 부족하게 보여준 때문이라고 믿었다. 그는 통상금지법이 널리 준수되었더라면 미영 전쟁을 피할 수 있었을 것이라고 주장했다.

## 노예제와 평등에 대한 견해
학자들은 제퍼슨이 진정으로 노예제를 비난했는지, 그리고 그가 어떻게 변했는지에 대해 여전히 의견이 나뉜다. 프랜시스 D. 코글리아노는 1960년대부터 현재까지 경쟁적인 해방주의적, 역사수정주의적, 그리고 마지막으로 맥락주의적 해석의 발전을 추적한다. 토머스 제퍼슨 재단의 여러 학자들, 더글러스 L. 윌슨, 존 퍼링 등이 주장하는 해방주의적 관점은 제퍼슨이 평생 노예제에 반대했으며, 노예제를 약화시키기 위해 그에게 주어진 제한된 선택지 내에서 할 수 있는 모든 것을 다 했고, 노예제 폐지 법안에 대한 수많은 시도, 노예를 위한 대우 방식, 그리고 노예에 대한 더 인도적인 대우를 옹호했음을 지적한다..
노예 수입 금지법이 발효되기 한 달 전, 의회에 보낸 연례 메시지에서 제퍼슨은 "인권 침해"를 비난했다. 그는 다음과 같이 말했다.
동료 시민 여러분, 아프리카의 무고한 주민들에 대해 오랫동안 계속되어 온 인권 침해에 대한 미국의 시민들이 더 이상 참여하지 못하도록 헌법적으로 여러분의 권한을 행사할 수 있는 시기가 다가오고 있음을 축하드립니다. 도덕성, 평판, 그리고 우리나라의 최선의 이익이 오랫동안 이를 금지하기를 열망해 왔습니다.
폴 핀켈만 등이 주장하는 수정주의적 관점은 그가 노예를 소유한 것과 그의 말과는 달리 행동한 것에 대해 비판한다. 제퍼슨은 그의 노예 대부분을 해방시키지 않았으며, 대통령 재임 중에도 이 문제에 대해 침묵했다. 조지프 J. 엘리스와 같은 맥락주의자들은 제퍼슨의 1783년 이전 해방주의적 견해에서 그의 사고방식의 변화를 강조하며, 노예제 관련 정책 문제에 대한 제퍼슨의 대중적 수동성과 미루는 경향을 지적한다. 제퍼슨은 1794년까지는 여론에 굴복하는 듯했으며, 1796년 애덤스를 상대로 한 첫 대통령 선거 운동의 기반을 다졌다.
역사학자 헨리 위엔체크는 제퍼슨이 "절대적인 도덕적 반전이 이루어질 지경까지 가증스러운 것을 합리화했으며, 노예제를 미국의 국가적 사업에 맞추었다"고 말했다.

### 독립선언
독립선언문에 "모든 사람은 평등하게 태어났다"는 것이 "자명하다"고 명시된 주장은 여성, 남성, 흑인, 백인 모두에게 평등을 추구하도록 영감을 주었다. 다른 이들은 제퍼슨이 "모든 사람은 평등하게 태어났다"고 쓸 때 남성뿐만 아니라 여성도 포함했으며, 그가 버지니아주 노트에 표현된 여성의 자연적 평등을 믿었다고 주장한다.
역사학자 애닛 고든-리드는 제퍼슨의 "평등에 대한 비전"이 모든 사람을 포함하지 않았으며, 주로 흑인과 여성을 배제했다고 말했다. 제퍼슨은 원주민들도 백인 사회에 문화 동화하는 데 동의하는 한 시민이 될 수 있다고 믿었다. 그녀에 따르면, 제퍼슨은 영국으로부터의 백인 식민지 주민들을 위한 자유를 얻기 위해 노력한 만큼 흑인 노예들을 위한 자유를 얻기 위해 거의 노력하지 않았다. 그녀는 또한 제퍼슨이 백인에 비해 흑인의 지적 능력에 대해 회의적이었으며, 여성의 평등을 옹호하거나 검토하는 데 주저했다고 말했다.

## 같이 보기
- 토머스 제퍼슨의 문화적 묘사
- 토머스 제퍼슨의 종교적 견해
- 토머스 제퍼슨과 교육

기타
- 미국 대통령의 역사적 순위

## 내용주
1. ↑  각 역사학자의 견해에 대한 예시는 윌슨, 더글러스 L., 토머스 제퍼슨과 성격 문제, 디 애틀랜틱, 1992년 11월 참조. 핀켈만, 1994 "토머스 제퍼슨과 노예제 폐지: 신화는 계속된다" 그리고 조지프 J. 엘리스, 1996, 아메리칸 스핑크스: 토머스 제퍼슨의 성격

### 인용문
1. ↑  Peterson 1998, 5, 67–69, 189–208, 340쪽.
2. ↑  Appleby 2003, 149쪽.
3. ↑  Meacham 2012, 19쪽.
4. ↑  Cogliano 2008, 75쪽.
5. ↑  Appleby 2003, 132–133쪽.
6. ↑  Bernstein 2003, 191–192쪽.
7. ↑  Appleby 2003, 135–136쪽.
8. ↑  Bernstein 2003, 192–194쪽.
9. ↑  Appleby 2003, 136, 140쪽.
10. ↑  Bernstein 2003, 194–197쪽.
11. ↑  Cogliano 2008, 12쪽.
12. ↑  Wood 2016.
13. ↑  Siena 2010.
14. ↑  Brookings 2015.
15. ↑  Zavodnyik 2007.
16. ↑  Meacham 2012, 389–390쪽.
17. ↑  루이지애나 매입
18. ↑  Ellis 2008, 231–232쪽.
19. ↑  Rodriguez 2002, 139–40쪽.
20. ↑  Wood 2009, 369–370쪽.
21. ↑  Balleck 1992, 688–689쪽.
22. ↑  Lawson & Seidman 2008, 20–22쪽.
23. ↑  Ellis 2008, 207–208쪽.
24. ↑  Cogliano 2008, 250쪽.
25. ↑  Meacham 2012, 475쪽.
26. ↑  Wood 2009, 650–651쪽.
27. ↑  Appleby 2003, 145쪽; Ellis 1996, 237쪽.
28. 1 2  Hayes 2008, 504–05쪽.
29. ↑  Kaplan 1999, 166–168쪽.
30. ↑  핀켈만, 1994, p. 215; 핀켈만, 2012
31. ↑  데이비스, 1999, p. 179; 알렉산더, 2010.
32. ↑  TJF – 토머스 제퍼슨의 몬티셀로 "노예 거주지"
33. ↑  노예제의 풍경 – 몬티셀로 멀베리 로: 대우
34. ↑  Cogliano 2008, 209쪽.
35. ↑  퍼링, 2004 p. 161.
36. ↑  Kaminski 1995, 256쪽.
37. ↑  제퍼슨의 노예제 반대 활동
38. ↑  핀켈만, 2012
39. ↑  Cogliano 2008, 218–220쪽.
40. ↑  위엔체크 2012, p. 11
41. 1 2  Gordon-Reed 2020.
42. ↑  Jayne 2014, 125쪽.

### 자료

#### 토머스 제퍼슨 재단 자료
- “제퍼슨의 노예제 반대 활동”. Thomas Jefferson Foundation. 2016년 7월 24일에 확인함.
- “노예제의 풍경 – 몬티셀로 멀베리 로: 대우”. Thomas Jefferson Foundation. 2016년 7월 25일에 확인함.
- “루이지애나 매입”. Thomas Jefferson Foundation. 2020년 3월 28일에 확인함.

#### 학술 연구
- Alexander, Leslie (2010). 《Encyclopedia of African American History (American Ethnic Experience)》. ABC-CLIO. ISBN 978-1851097692.
- Appleby, Joyce (2003). 《Thomas Jefferson, the 3rd President, 1801–1809》. The American presidents Series. Macmillan. ISBN 9780805069242.
- Balleck, Barry J. (1992). 《When the Ends Justify the Means: Thomas Jefferson and the Louisiana Purchase》. 《Presidential Studies Quarterly》 22. 688–689쪽. ISSN 0360-4918. JSTOR 27551031.
- Bernstein, Richard. B. (2003). 《Thomas Jefferson》. Oxford University Press. ISBN 978-0-19-975844-9.
- Cogliano, Francis D. (2008). 《Thomas Jefferson: Reputation and Legacy》. Edinburgh University Press. ISBN 9780813927336.
- Davis, David Brion (1999). 《The Problem of Slavery in the Age of Revolution, 1770–1823》. Oxford University Press. ISBN 978-0199880836.
- Ellis, Joseph J. (1996). 《American Sphinx: The Character of Thomas Jefferson》. Alfred A. Knopf. ISBN 978-0679444909.
- Ellis, Joseph J. (2008). 《American Creation: Triumphs and Tragedies in the Founding of the Republic》. Random House LLC. ISBN 978-0307263698.
- Ferling, John (2004). 《Adams vs. Jefferson: The Tumultuous Election of 1800》. Oxford University Press. ISBN 978-0195167719.
- Finkelman, Paul (April 1994). “Thomas Jefferson and Antislavery: The Myth Goes On” (PDF). 《The Virginia Magazine of History and Biography》. 102권 2호 (Virginia Historical Society). 193–228쪽.
- Hayes, Kevin J. (2008). 《The Road to Monticello: The Life and Mind of Thomas Jefferson》. Oxford University Press. ISBN 978-0195307580.
- Jayne, Allen (2014). 《Jefferson's Declaration of Independence: Origins, Philosophy, and Theology》 (영어). University Press of Kentucky. ISBN 978-0-8131-4836-6.
- Kaminski, John Paul (1995). 《A Necessary Evil?: Slavery and the Debate Over the Constitution》. Rowman & Littlefield. ISBN 9780945612339.
- Kaplan, Lawrence S. (1999). 《Thomas Jefferson: Westward the Course of Empire》. Rowman & Littlefield. ISBN 978-0842026307.
- Meacham, Jon (2012). 《Thomas Jefferson: The Art of Power》. Random House LLC. ISBN 9781400067664.
- Peterson, Merrill D. (1998). 《The Jefferson Image in the American Mind》 Reprint판. Charlottesville, Va.: University of Virginia Press. ISBN 9780813918518. LCCN 98-24052. OCLC 39085505.
- Wiencek, Henry (2012). 《Master of the Mountain: Thomas Jefferson and his slaves》. Macmillan.
- Wood, Gordon S. (2009). 《Empire of Liberty: A History of the Early Republic》. Oxford University Press. ISBN 978-0-199-83246-0.
- Zavodnyik, Peter (2007). 《The Age of Strict Construction: a history of the growth of federal power, 1789-1861》. Catholic University of America Press. doi:10.2307/j.ctt284vnp. ISBN 978-0-8132-1706-2. JSTOR j.ctt284vnp.

#### 기타 자료
- Finkelman, Paul (2012년 11월 30일). “몬티셀로의 괴물”. 《뉴욕 타임스》. 2016년 5월 5일에 확인함.
- Gordon-Reed, Annette (2020년 2월 20일). “토머스 제퍼슨의 평등 비전은 모든 사람을 포괄하지 않았지만, 변화를 가져왔다”. 《타임》. 2022년 3월 11일에 확인함.
- Lawson, Gary; Seidman, Guy (2008). 《제국의 헌법: 영토 확장과 미국 법률 역사》. Yale University Press. ISBN 978-0300128963.
- Rodriguez, Junius P. (2002). 《루이지애나 매입: 역사 및 지리 백과사전》. ABC-CLIO. ISBN 978-1576071885.
- Rottinghaus, Brandon; Vaughn, Justin S. (2015년 2월 13일). “위대한 대통령들과 오바마 비교”. Brookings Institution. 2015년 10월 30일에 확인함.
- “시에나 여론조사: 미국 대통령”. Siena Research Institute. 2010년 7월 6일. 2010년 7월 6일에 원본 문서에서 보존된 문서. 2015년 10월 30일에 확인함.
- Wilson, Douglas L. (1992). “토머스 제퍼슨과 성격 문제”. 《디 애틀랜틱》. 2016년 5월 22일에 확인함.
- Wood, Gordon S. (2016년 6월 23일). “토머스 제퍼슨의 모든 것을 드러내다”. 《뉴욕 북 리뷰》.

## 더 읽어보기
- Burstein, Andrew (2015). 《민주주의의 뮤즈: 토머스 제퍼슨이 어떻게 FDR 자유주의자, 레이건 공화당원, 티 파티 광신도가 되었는지, 그 모든 시간 동안 죽은 채로》. University of Virginia Press. ISBN 978-0813937229.
- Gilreath, Thomas; Gilreath, James; Wilson, Douglas L. (2010). Thomas Jefferson's Library, The Lawbook Exchange, Ltd., 162 pages; ISBN 978-1-58477-824-0; Book
- Gordon-Reed, Annette; Onuf, Peter S. (2016년 4월 13일). 《"족장 중 가장 축복받은 자": 토머스 제퍼슨과 상상의 제국》. W. W. Norton & Company. ISBN 978-1631490781.; online review
- Katz, Claudio J. "Thomas Jefferson's Liberal Anticapitalism." American Journal of Political Science 47.1 (2003): 1-17.
- Onuf, Peter S. (1993년 8월 3일). 《학자들의 제퍼슨》. 《윌리엄 앤 메리 쿼털리》 50. 671–699쪽. doi:10.2307/2947471. JSTOR 2947471.
- —— ed.  (1993). Jeffersonian Legacies, University of Virginia Press, 478 pages; Book
- Onuf Peter S., ed. (with Jan Ellen Lewis) (1999). Sally Hemings and Thomas Jefferson: History, Memory, and Civic Culture, University Press of Virginia Google preview.
- Perry, Barbara A. (2006). 《대법원에 대한 제퍼슨의 유산: 종교의 자유》. 《Journal of Supreme Court History》 31. 181–198쪽. doi:10.1111/j.1540-5818.2006.00134.x. ISSN 1059-4329. S2CID 143568535.
- Taylor, Jeff (2006). 《정당은 어디로 갔는가?: 윌리엄 제닝스 브라이언, 휴버트 험프리, 그리고 제퍼슨주의 유산》. University of Missouri Press. ISBN 978-0-8262-1661-8.
- Wilson, Douglas L. (November 1992). “토머스 제퍼슨과 성격 문제”. 《디 애틀랜틱 먼슬리》.
- Wiltse, Charles Maurice (1935). The Jeffersonian Tradition in American Democracy, University of North Carolina Press, 273 pages; Book
- PBS interviews with 24 historians: "Thomas Jefferson"